# Tòa án Nhân quyền châu Âu
Tòa án Nhân quyền châu Âu (tiếng Anh: European Court of Human Rights, tiếng Pháp: Cour européenne des droits de l’homme; ECHR hoặc ECtHR) trụ sở tại Strasbourg, (Pháp) là một tòa án siêu quốc gia, được lập ra bởi Công ước châu Âu về Nhân quyền, một cấp tòa cuối cùng mà một người có thể cầu cứu khi cảm thấy nhân quyền của mình bị một nước ký kết Công ước châu Âu về Nhân quyền vi phạm.
"Công ước châu Âu về Nhân quyền" đã được thông qua dưới sự bảo trợ của Ủy hội châu Âu, tất cả 47 nước thành viên đều gia nhập Công ước này.

## Lịch sử và Cấu trúc

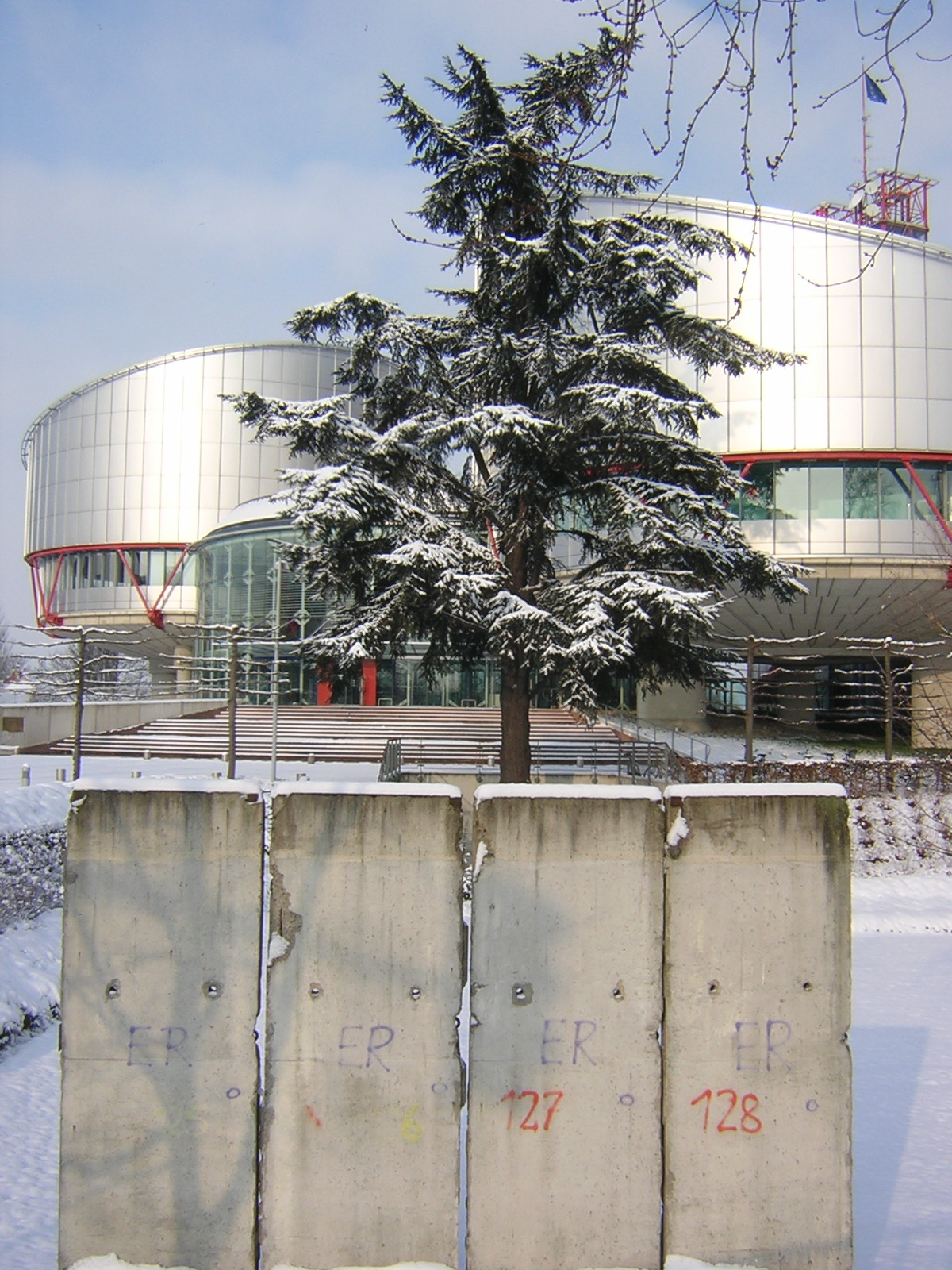
Một mảng tường Berlin ở trước Tòa án Nhân quyền châu Âu

Tòa án Nhân quyền châu Âu được lập ra như một thực thể thường xuyên với các thẩm phán làm việc toàn thời gian (full-time) từ ngày 01.11.1998, thay cho các cơ chế thực thi luật pháp hiện có lúc đó, trong đó bao gồm Ủy ban Nhân quyền châu Âu (thành lập năm 1954) và Tòa án Nhân quyền châu Âu (hoạt động theo phương thức cũ), vốn đã được lập ra trong năm 1959.
Cách bố trí mới của Tòa án này là kết quả của việc phê chuẩn Nghị định thư số 11, một điểm sửa đổi bổ sung cho Công ước đã được phê chuẩn trong tháng 11 năm 1998. Sau đó, các thẩm phán mới, làm việc toàn thời gian, được Hội đồng Nghị viện của Ủy hội châu Âu bầu chọn. Vị chủ tịch đầu tiên của Tòa án này là Luzius Wildhaber.
Vào lúc Nghị định thư số 11 bắt đầu có hiệu lực vào ngày 01.11.1998, lập ra Tòa án hoạt động toàn thời gian và mở cửa cho 800 triệu dân châu Âu trực tiếp lui tới, Toà án này đã đưa ra 837 phán quyết. Đến cuối năm 2005 Tòa đã đưa ra 5.968 phán quyết.
Mọi nước thành viên của Ủy hội châu Âu đều được yêu cầu ký kết và phê chuẩn Công ước châu Âu về Nhân quyền và được quyền có một thẩm phán được Hội đồng Nghị viện của Ủy hội châu Âu bầu chọn vào làm việc ở Tòa án. Mặc dù có sự phù hợp là mỗi nước thành viên có một thẩm phán đại diện, tuy nhiên, không có yêu cầu về quốc tịch cho các thẩm phán (ví dụ một thẩm phán Thụy Sĩ có thể được bầu ở công quốc Liechtenstein). Các thẩm phán được coi là những trọng tài không thiên vị hơn là đại diện của bất cứ nước nào. Thẩm phán được bầu với nhiệm kỳ 6 năm và có thể được bầu lại.
Tòa án Nhân quyền châu Âu được chia thành 5 "ban", mỗi ban bao gồm một lựa chọn cân bằng về địa lý và giới tính của thẩm phán. Toàn bộ thẩm phán bầu một Chủ tịch Tòa và 5 trưởng ban, hai trong số trưởng ban cũng làm Phó Chủ tịch Tòa án; tất cả đều có nhiệm kỳ 3 năm. Mỗi ban chọn ra một Phòng, gồm trưởng ban và 6 thẩm phán khác luân phiên thay đổi. Tòa án cũng có một Phòng lớn 17 thành viên, trong đó có Chủ tịch, các Phó chủ tịch và các trưởng ban, thêm vào một lựa chọn luân phiên các thẩm phán từ một trong hai nhóm cân bằng. Việc lựa chọn các thẩm phán dự khuyết giữa các nhóm diễn ra mỗi 9 tháng. Từ năm 2006 tới 2010, Nga là nước thành viên duy nhất từ chối phê chuẩn Nghị định thư số 14, nghị định thư này nhằm thúc đẩy công việc của tòa án tiến nhanh hơn, một phần bằng cách giảm số lượng thẩm phán theo đòi hỏi, khi phải đưa ra các quyết định quan trọng. Trong năm 2010, Nga đã chấm dứt việc chống đối Nghị định thư này, để đổi lấy đảm bảo rằng các thẩm phán của Nga sẽ được tham gia vào việc xem xét các khiếu tố đối với Nga.

## Trình tự tố tụng

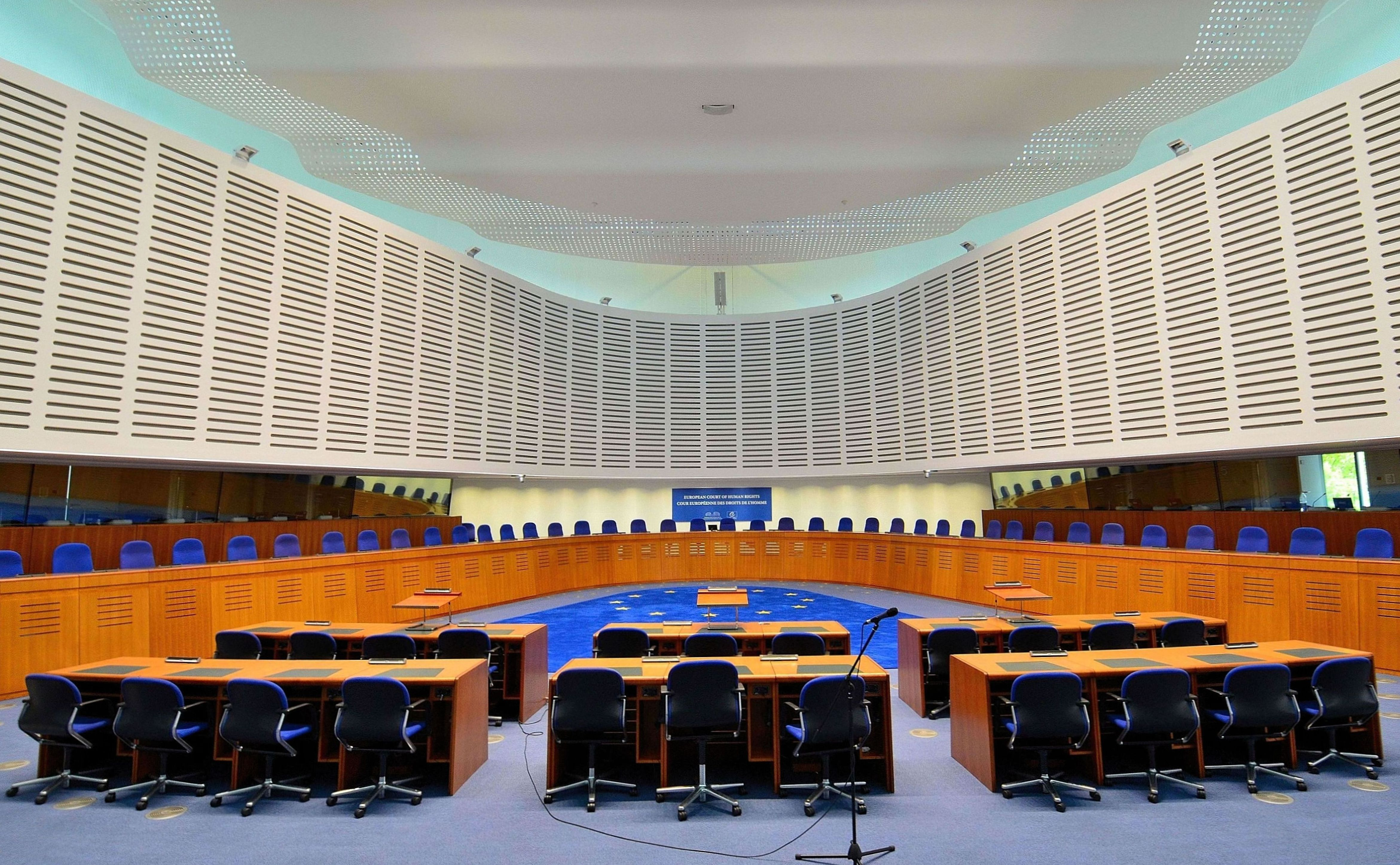
Phòng lớn của Tòa án

Các khiếu tố về các vi phạm nhân quyền của các nước thành viên sẽ được gửi tới Tòa án ở Strasbourg, và được giao cho một Ban. Các khiếu tố được coi là không chính đáng có thể bị bác bỏ bởi một thẩm phán duy nhất. Các khiếu tố được coi là chính đáng sẽ do một phòng cứu xét. Các quyết định quan trọng có thể được kháng cáo lên Phòng lớn. Một quyết định của Toà án có hiệu lực ràng buộc các quốc gia thành viên và phải được tuân thủ
, trừ khi nếu nó chỉ là ý kiến tư vấn.
Ủy ban Bộ trưởng của Ủy hội châu Âu có trách nhiệm giám sát việc thi hành các phán quyết của Toà án Nhân quyền châu Âu. Cơ quan này không thể buộc các nước hội viên thi hành (phán quyết), và hình thức xử phạt cuối cùng cho việc không tuân thủ là trục xuất khỏi Ủy hội châu Âu.

### Các thẩm phán và các ban
Tòa án Nhân quyền châu Âu có 5 ban và 47 thẩm phán được bầu chọn từ các nước thành viên của Ủy hội châu Âu. Toàn thể tòa án bầu chọn một viên Lục sự và một hoặc nhiều Phó lục sự. Viên lục sự là người đứng đầu Phòng lục sự, nơi thi hành các nhiệm vụ pháp lý và hành chính, thảo ra các quyết định và phán quyết thay mặt cho Tòa án. Tới ngày 4.01.2007 thì viên Lục sự của Tòa này là Erik Fribergh và phó lục sự là Michael O'Boyle.

### Cải cách
Năm 1999 tòa án này có một lượng lớn công việc gồm 60.000 vụ kiện. Số này đã tăng lên thành khoảng 100.000 vụ trong năm 2007, và trên 120.000 vụ vào đầu năm 2010. Do khối lượng công việc lớn, một số vụ đã phải chờ đến 5 năm mới được giải quyết và lượng công việc tồn đọng là khá lớn.
Làm việc theo nguyên tắc "công lý bị trì hoãn là công lý bị từ chối", Ủy hội châu Âu đã lập ra một toán làm việc để xem xét cách thức nâng cao hiệu quả của Toà án. Việc này dẫn đến việc soạn thảo một Nghị định thư bổ sung cho Công ước - Nghị định thư 14 - mà cuối cùng đã được phê chuẩn bởi tất cả các nước thành viên vào ngày 01 tháng 6 năm 2010 (sau sự trì hoãn của Nga). Việc Nghị định thư 14 có hiệu lực bây giờ có nghĩa là:
- Chỉ một thẩm phán đã có thể quyết định xem một vụ khiếu tố có được thâu nhận để giải quyết hay không (trước đây phải có 3 thẩm phán xem xét).
- Khi các vụ khiếu tố khá giống như một vụ đã được đưa ra Tòa án này trước đây, và chủ yếu là do một nước thành viên không thi hành một phán quyết trước đó, thì vụ này có thể được quyết định bởi 3 thẩm phán chứ không phải 7 thẩm phán.
- Một vụ khiếu tố có thể không được nhận cứu xét nếu người nộp đơn được coi là đã không bị một "thiệt hại đáng kể"; tuy nhiên, đây không phải là một quy tắc cứng nhắc.
- Một nước thành viên có thể bị Ủy ban Bộ trưởng của Ủy hội châu Âu đưa ra tòa án này nếu nước đó từ chối thi hành một phán quyết.
- Ủy ban Bộ trưởng có thể yêu cầu Tòa án cho một "giải thích" của một phán quyết để giúp xác định cách tốt nhất để một quốc gia thành viên phải tuân thủ.

Trong khi Alex Bailin và Alison Macdonald phát biểu trên tờ The Guardian rằng Nghị định thư 14 sẽ giúp tòa án có thể buộc các nước thành viên phải tuân thủ các nghĩa vụ nhân quyền, thì Tổ chức Ân xá quốc tế đã bày tỏ lo ngại rằng những thay đổi đối với các tiêu chuẩn để thụ lý sẽ có nghĩa là các cá nhân có thể mất khả năng để đoạt được sự đền bù đối với các vi phạm nhân quyền.

## Quan hệ với các tòa án khác

### Tòa án Công lý châu Âu
Tòa án Công lý châu Âu (của Liên minh châu Âu) không liên quan tới Tòa án Nhân quyền châu Âu. Tuy nhiên, mọi nước châu Âu đều là thành viên của Ủy hội châu Âu và đều đã ký Công ước châu Âu về Nhân quyền, nên có những lo ngại về tính nhất quán trong pháp chế giữa hai tòa án. Do đó, Tòa án Công lý châu Âu tham khảo pháp chế của Tòa án Nhân quyền và coi Công ước châu Âu về Nhân quyền như thể nó là một phần của hệ thống luật pháp của Liên minh châu Âu. Mặc dù các thành viên của mình đã gia nhập – nhưng bản thân Liên minh châu Âu không gia nhập - nên Liên minh châu Âu không có thẩm quyền để làm như vậy theo các hiệp ước trước đó. Tuy nhiên, các cơ quan của Liên minh châu Âu bị ràng buộc theo điều 6 của hiệp ước Nice của Liên minh châu Âu phải tôn trọng nhân quyền theo Công ước. Hơn nữa, từ khi Hiệp ước Lisbon có hiệu lực từ ngày 01.12.2009 thì Liên minh châu Âu được trông đợi sẽ ký kết Công ước Nhân quyền. Điều này sẽ khiến Tòa án Công lý châu Âu bị ràng buộc bởi các tiền lệ tư pháp của Tòa án Nhân quyền và do đó sẽ bị lệ thuộc vào luật Nhân quyền của Công ước, bằng cách này sẽ giải quyết được vấn đề pháp chế xung khắc.

### Các tòa án quốc gia
Hầu hết các bên ký kết Công ước châu Âu về Nhân quyền đã đưa Công ước này vào các thủ tục pháp lý quốc gia của họ, bằng cách hoặc thông qua điều khoản hiến pháp, quy chế, hoặc quyết định tư pháp. Việc đưa (Công ước) vào thủ tục pháp lý quốc gia, kết hợp với việc đi vào hiệu lực của Nghị định thư số 11, đã nâng cao đáng kể vị thế của các quyền theo Công ước, và tác động của pháp chế của Tòa án Nhân quyền châu Âu. Các thẩm phán quốc gia, các quan chức được bầu, và nhân viên hành chính quản trị hiện nay đều bị áp lực ngày càng tăng để làm cho các quyền của Công ước có hiệu quả trong các hệ thống quốc gia
.

## Trụ sở

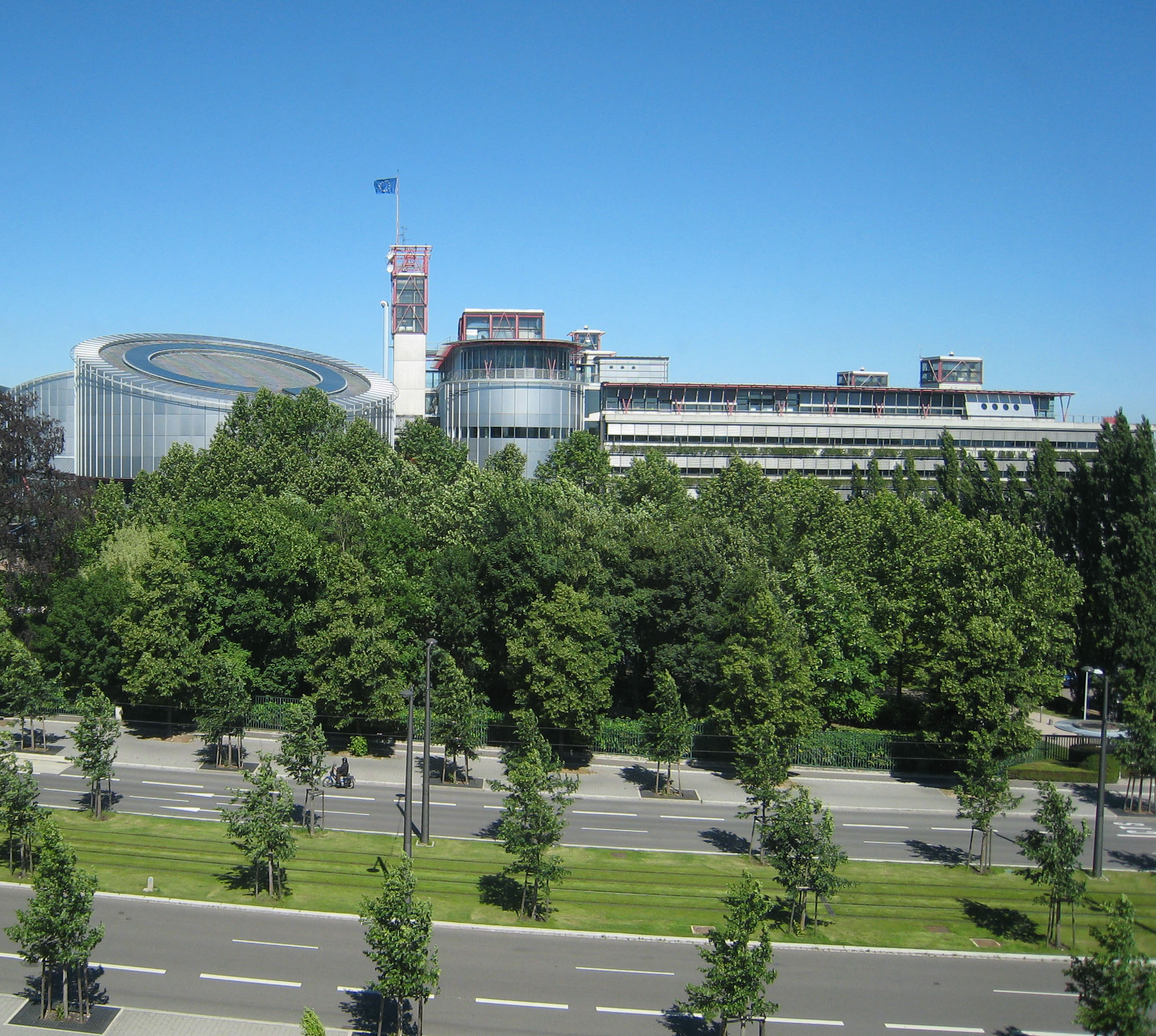
Trụ sở Tòa án Nhân quyền châu Âu

Tòa nhà trụ sở của Tòa án Nhân quyền châu Âu, trong đó có các phòng tòa án và phòng Lục sự, được Richard Rogers Partnership thiết kế và xây dựng hoàn tất năm 1995. Thiết kế này được coi là để phản ánh hai thành phần riêng biệt của Ủy ban Nhân quyền châu Âu và Toà án Nhân quyền châu Âu (như hiện trạng thời đó). Quy mô rộng lớn sử dụng kính nhấn mạnh đến "tính mở" của tòa án cho các công dân châu Âu.

### Thống kê
Dưới đây là một số nước bị Tòa án Nhân quyền châu Âu xét xử nhiều:
| Nước       | Xử phạt | Thỏa thuận hòa giải |
| Thổ Nhĩ Kỳ | 257     | 1                   |
| Nga        | 233     | 0                   |
| România    | 189     | 0                   |
| Ba Lan     | 129     | 1                   |
| Ukraina    | 110     | 0                   |

| Nước       | Xử phạt | Thỏa thuận hòa giải |
| Thổ Nhĩ Kỳ | 319     | 4                   |
| Nga        | 175     | 11                  |
| Ukraina    | 108     | 0                   |
| Ba Lan     | 101     | 0                   |
| România    | 88      | 3                   |

| Nước       | Xử phạt | Thỏa thuận hòa giải |
| Thổ Nhĩ Kỳ | 312     | 10                  |
| Ukraina    | 119     | 1                   |
| Slovenia   | 185     | 1                   |
| Ba Lan     | 107     | 0                   |
| Nga        | 96      | 0                   |

| Nước       | Xử phạt | Thỏa thuận hòa giải |
| Thổ Nhĩ Kỳ | 270     | 6                   |
| Ukraina    | 119     | 0                   |
| Hy Lạp     | 100     | 1                   |
| Nga        | 81      | 0                   |

| Nước       | Xử phạt | Thỏa thuận hòa giải |
| Thổ Nhĩ Kỳ | 154     | 10                  |
| Ba Lan     | 74      | 4                   |
| Pháp       | 59      | 4                   |
| Ý          | 36      | 1                   |

| Nước       | Xử phạt | Thỏa thuận hòa giải |
| Ý          | 106     | 29                  |
| Thổ Nhĩ Kỳ | 76      | 44                  |
| Pháp       | 76      | 7                   |
| Ba Lan     | 43      | 22                  |

| Nước           | Xử phạt | Thỏa thuận hòa giải |
| Ý              | 325     | 49                  |
| Pháp           | 61      | 6                   |
| Thổ Nhĩ Kỳ     | 54      | 45                  |
| Vương quốc Anh | 30      | 6                   |